# Michal Červeň
Michal Červeň, surnommé « maco » est un joueur de volley-ball slovaque né le 16 décembre 1977 à Liptovský Mikuláš. Il mesure 2,05 m et joue au poste de Central.
Il évolue depuis août 2012 au club de l'Avignon Volley-Ball. Et joue désormais en central dans le club d'Ajaccio en compagnie de Florian Lacassie.
Entre 2005 et 2010, il connut plus de 7O sélections en équipe nationale de Slovaquie, avec laquelle il disputa le championnat d'Europe 2007 et remportera la Ligue européenne de volley-ball 2008.

## Clubs
| Club                      | Pays               | De        | À         |
| ------------------------- | ------------------ | --------- | --------- |
| Slavia VK PU Prešov       | Slovaquie          | 1998-1999 | 2004-2005 |
| Enosis Neon Paralimni     | Chypre             | 2005-2006 | 2005-2006 |
| VK Ferram Opava           | République tchèque | 2006-2007 | 2006-2007 |
| Delecta Bydgoszcz         | Pologne            | 2007-2008 | 2011-2012 |
| Avignon Volley-Ball       | France             | 2012-2013 | 2012-2013 |
| GFC Ajaccio               | France             | 2013-2014 | 2013-2014 |
| Slavia VK PU Mirad Prešov | Slovaquie          | 2014-2015 | 2018-2019 |

## Palmarès
- Ligue européenne de volley-ball masculin : 2008
- Championnat de Slovaquie : 2005
- Coupe de Slovaquie : 2005
- Championnat de Tchéquie : 3e place en 2007